# Ezio Borgo
Ezio Borgo (né le 20 novembre 1907 à Gênes en Ligurie et mort à une date inconnue) est un footballeur italien, qui évoluait en tant que milieu de terrain.
Il était appelé Borgo II pour le différencier de son frère aîné Guglielmo Borgo, dit Borgo I.

## Biographie
Au cours de sa carrière, Borgo évolue avec les clubs de la Juventus (avec qui il joue son premier match le 6 janvier 1927 lors d'un large succès 15-0 en coupe contre Cento), de Casal, de Messine, de l'Intra, ainsi que de Grosseto.